# سیارک ۲۶۶۶۰
سیارک ۲۶۶۶۰ (به انگلیسی: 26660 Samahalpern، نامگذاری:2000VG33)۲۶۶۶۰مین سیارک کشف شده‌است که در ۰۱ نوامبر ۲۰۰۰ کشف شد.